# پارائیبا
 پارائیبا یکی از ایالت‌های برزیل است که در شرق این کشور قرار دارد، مرکز این ایالت شهر ژواو پسوا می‌باشد.